# صمغ عربی

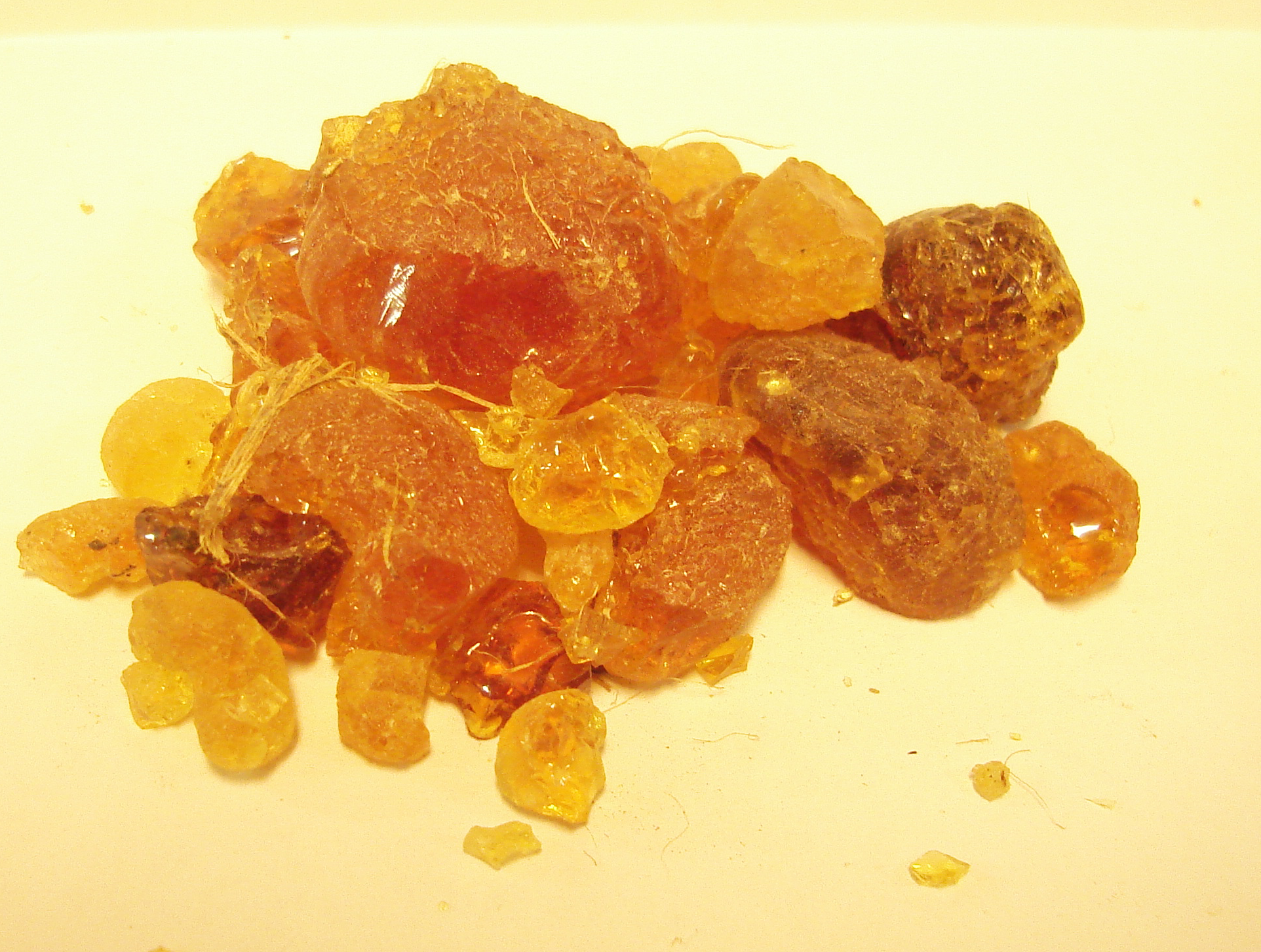
صمغ عربی

صمغ عربی (به انگلیسی: Gum Arabic) که از درختی به نام صمغ سنگالی بدست می‌آید، رنگ آن به رنگ اغلب صمغ‌های معمولی زرد مایل به قرمز بوده، و محلول در آب می‌باشد و عمدتاً شامل هیدرات‌های کربن است. صمغ عربی یا صمغ آکاسیا صمغی طبیعی است که از دو گونه آکاسیا به نام‌های سنگالیا سنگال (Acasia senegal) و واچلیا سیال (Acasia seyal) استخراج می‌شود. از صمغ عربی در صنایع غذایی به عنوان «پایدارکننده» و در صنعت چاپ به عنوان روان‌کننده در انواع خاصی از جوهر برای چاپ و ساختن آبرنگ و گواش استفاده می‌شود.
از این صمغ در گذشته استفاده‌های زیادی می‌شده از جمله به عنوان تغییر میزان گرانروی جوهر مرکب.
صمغ عربی ترکیب پیچیده‌ای از ساکاریدها و گلیکوپروتئین‌ها است که مهم‌ترین خواص صمغ از این ترکیب‌ها می‌باشد. این صمغ خوراکی است.
- صمغ عربی یکی از ترکیبات مهم شربت نوشابه است.
- در آبنبات و البته در آدامس استفاده می‌شود.
- در نقاشی از آن به عنوان یک مادهٔ چسبنده در آبرنگ استفاده می‌شود.
- در صنعت چاپ و داروسازی و لوازم آرایشی نیز از آن استفاده می‌شود.
- یکی از ترکیبات مهم واکس نیز صمغ عربی است.
- مادهٔ چسبندهٔ تمبرهای پستی نیز از این صمغ است.
- در سیگارسازی نیز به عنوان چسبندهٔ کاغذ سیگار استفاده می‌شود.

۸۰ درصد صمغ عربی در سودان تولید می‌شود.